# Adam Fredenstierna
Adam Fredenstjerna, ursprungligen Schütz, född 25 december 1685 i Viborg, död 4 maj 1772 i Stockholm, var en svensk ämbetsman, politiker (mösspartiet), hovrättspresident och justitiekansler.

## Biografi
Efter slutade studier vid Åbo universitet blev Fredenstjerna 1706 auskultant i Svea hovrätt och extra ordinarie kanslist i kansli- och kammarkollegium. Utmärkt för sitt nit och sina goda kunskaper fick han flera uppdrag, bland annat som fiskal i riksbanken, där han befordrade en mängd vilande mål till avgörande.
År 1721 befordrades han till assessor i Åbo hovrätt. I denna befattning adlades han 1726. Därifrån steg han till hovrättsråd 1736, justitiekansler 1755 och 1758 till president i Åbo hovrätt, vilket ämbete han likväl sällan utövade, dels för sin ålder – han var nämligen vid utnämningen redan sjuttiotre år – dels för sin ständiga vistelse vid riksdagen.
Redan tidigt hade Fredenstjerna kommit att indras i det politiska livet. Enligt egen uppgift ska han 1716 varit Per Ribbing och Gyllencreutz behjälplig vid uppgörandet av utkast till en ny regeringsform, och vilket ska ha legat till grund för frihetstidens statsform, om vilken Fredenstjerna ännu 1766 med entusiasm uttalade, "att den ej av änglar kunnat göras bättre". Han gjorde sig under 1740-talet känd som en av mössornas slugaste partigängare och antastades vid 1746–1747 års riksdag som anhängare av principalatsläran. I sin partiiver drog han sig inte ens för att med rysk hjälp söka åstadkomma en inre omvälvning och föreslog 1749 kejsarinnan Elisabet att genom rysk och dansk intervention störta Hattarna från makten. Det finns heller inga tvivel om att Fredenstjerna för sina tjänster erhöll kontant ersättning Ryssland.
Han fortfor att även vid de följande riksdagarna vara verksam för mössornas intressen, och när de kom till makten utsågs han vid 83 års ålder till president i Svea hovrätt 1768. Trots sin ofrälse börd gav han vid flera tillfällen tillkänna ett stötande aristokratiskt övermod, såsom bland annat framgår av bondeståndets anhållan vid 1760–1762 års riksdag, att han skulle ställas under fiskaliskt åtal för att han kallat bondeståndet tjänstekvinnornas söner.
Fredenstjerna inrättade en stipendiefond för de yngre tjänstemännen i Svea hovrätt, vilken fortfarande gör utdelningar varje år.